# The Black Messiah
The Black Messiah è il 14° album live di Julian Cannonball Adderley, pubblicato dalla Capitol Records nel 1971.

## Tracce
Lato A
1. Introduction – 0:50
2. The Black Messiah – 16:12 (George Duke)
3. Monologue – 2:20
4. Little Benny Hen – 4:15 (Mike Deasy Sr.)

Durata totale: 23:37
Lato B
1. Zanek – 5:07 (Mike Deasy Sr.)
2. Dr. Honouris Causa – 14:48 (Joe Zawinul)

Durata totale: 19:55
Lato C
1. The Chocolate Nuissance – 8:22 (Nat Adderley, Roy McCurdy)
2. Untitled – 6:21 (Airto Moreira)
3. The Steam Drill – 8:42 (Julian Cannonball Adderley)

Durata totale: 23:25
Lato D
1. Eye of the Cosmos – 4:51 (Ernie Watts)
2. Episode from the Music Came – 2:39 (Alvin Battiste)
3. Heritage – 4:43 (Duke Ellington)
4. Circumference – 3:18 (George Duke)
5. Pretty Paul – 2:48 (Julian Cannonball Adderley)
6. The Scene – 2:16 (Nat Adderley, Joe Zawinul)

Durata totale: 20:35

## Musicisti
- Julian Cannonball Adderley - sassofono alto, sassofono soprano
- Nat Adderley - cornetta
- George Duke - pianoforte, pianoforte elettrico
- Walter Booker - contrabbasso
- Roy McCurdy - batteria
- Ernie Watts - sassofono tenore (brani A3, B1, C2, D1, D2, D3, D4, D5 & D6)
- Mike Deasy - chitarra, voce (brani A3, B1, C1, D1, D2, D3, D4, D5 & D6)
- Alvine Battiste - clarinetto (brani D2, D3, D4, D5 & D6)
- Buck Clarke - congas  (brani C1, D4 & D6)
- Airto Moreira - percussioni